# Силікатний (Медведевський район)
Силіка́тний (рос. Силикатный, марій. Силикатный) — селище у складі Медведевського району Марій Ел, Росія. Адміністративний центр Кундиського сільського поселення.

## Населення
Населення — 1990 осіб (2010; 1862 у 2002).
Національний склад (станом на 2002 рік):
- росіяни — 74 %